# Brownara
× Brownara, (abreviado Bwna) en el comercio, es un híbrido intergenérico entre los géneros de orquídeas Broughtonia × Cattleya × Diacrium. Fue publicado en Orchid Rev. 82(967, cppo): 10 (1974).